# Sławomir Peszko
Sławomir Konrad Peszko (Jasło, 1985. február 19. –) lengyel válogatott labdarúgó, a Lechia Gdańsk játékosa.
A lengyel válogatott tagjaként részt vett a 2016-os Európa-bajnokságon.

## Sikerei, díjai
Wisła Płock
- Lengyel kupa (1): 2005–06
- Lengyel szuperkupa (1): 2006

Lech Poznań
- Lengyel bajnok (1): 2009–10
- Lengyel kupa (1): 2008–09
- Lengyel szuperkupa (1): 2009